# Mario Cavalla
Mario Egidio Giuseppe Cavalla (* 22. März 1902 in Turin; † 1. Januar 1962 in Bordighera) war ein italienischer Skispringer.
Cavalla gewann 1922 die Silbermedaille bei den Italienischen Meisterschaften hinter Vittorio Collino. Zwei Jahre später nahm er an den Olympischen Winterspielen in Chamonix teil und erreichte von der Normalschanze mit Sprüngen von 32 und 32,5 Metern den 19. Platz.